# Golobrdac
Golobrdac is een plaats in de gemeente Cernik in de Kroatische provincie Brod-Posavina. De plaats telt 0 inwoners (2001).